# Achim Zickler

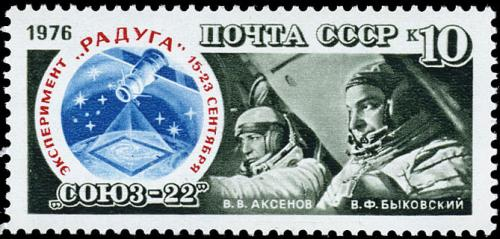
Sowjetische Briefmarke zu Sojus 22 mit Darstellung der Erdbeobachtung mittels MKF 6

Achim Zickler (* 14. März 1936; † 29. Dezember 2019) war ein deutscher Physiker, der sich in der DDR dem Thema der Weltraumforschung widmete.

## Leben

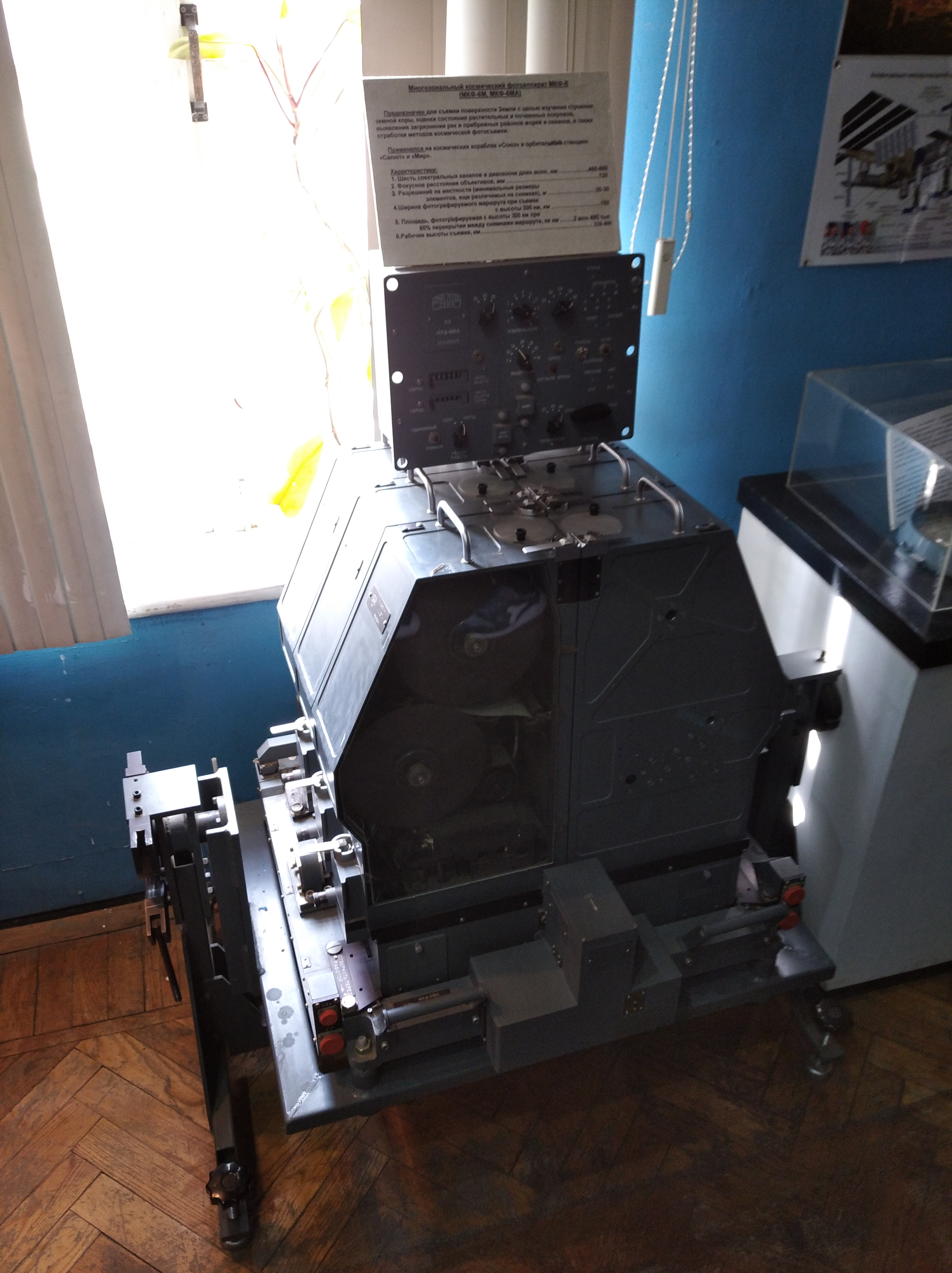
MKF-6 mit Bedienpult, ausgestellt im Zentralhaus der Flieger und Kosmonauten/Moskau

Zickler studierte Physik und promovierte an der Technischen Universität Ilmenau. 
Er gilt als einer der Väter der Multispektralkamera MKF 6, die im Kombinat VEB Carl Zeiss Jena mit organisatorischer Hilfe des im Mai 1973 gegründeten Institutes für Elektronik der Akademie der Wissenschaften der DDR konstruiert und gebaut wurde. Diese Kamera war einer der technisch bedeutendsten Beiträge der DDR zur bemannten Raumfahrt.
Zickler war bis 1979 in der Forschung und Entwicklung Raumfahrt bei Carl Zeiss Jena tätig, dann am Institut für Kosmosforschung der Akademie der Wissenschaften der DDR. 
Nach der Wende war er Verantwortlicher für deutsch-russische Kooperation bei der Deutschen Agentur für Raumfahrtangelegenheiten (DARA) und seit 1998 Ost-West-Berater.

## Veröffentlichungen
- Die Optische Übertragungstheorie für den Problemkreis der Abbildungsketten unter besonderer Berücksichtigung von Abbildungsketten mit nichtoptischen-frequenzwandelnden Gliedern. Dissertation 1974.
- Die Multispektralkamera MKF-6. Beginn der Zeiss-Jena-Beteiligung an der bemannten Raumfahrt. In: Jenaer Jahrbuch zur Technik- und Industriegeschichte. Band 3, 2001, ISBN 3-931743-48-9, S. 101–121.